# SN 2006jj
SN 2006jj – supernowa typu Ia odkryta 27 września 2006 roku w galaktyce A205934+0113. W momencie odkrycia miała maksymalną jasność 21,40m.